# Jordan Pickford
Jordan Pickford vagy Jordan Lee Pickford (Washington, Anglia, 1994. március 7. –) angol válogatott labdarúgó, aki 2017-től az Evertonban játszik, kapusként.

## Pályafutása

### Sunderland
Pickford nyolcévesen csatlakozott a Sunderland ifiakadémiájához, majd 2010-ben kapta meg első hivatalos ifiszerződését. 2011-ben felkerült a tartalékcsapathoz és első profi szerződését is megkapta. Egy évvel később meghosszabbított kontraktusát a csapattal. 2012-ben kölcsönvette a Darlington, ahol január 21-én, a Fleetwood Town ellen mutatkozott be. Eredetileg egy hónapra szóló kölcsönszerződését később áprilisig meghosszabbították. 17 mérkőzésen lépett pályára a csapatban, de ő sem tudta megakadályozni a kiesést és a később megszűnést. 2013. február 25-én egy hónapra kölcsönvette az Alfreton Town, a sérült Phil Barnes pótlására. Egy nappal később, egy Hyde United ellen 5-1-re megnyert találkozón mutatkozott be. Kölcsönszerződését később a szezon végéig meghosszabbították. 12 bajnokin lépett pályára és öt alkalommal nem kapott gólt.
Augusztus 2-án kölcsönben a Burton Albionhoz szerződött. Másnap, a Cheltenham Town ellen mutatkozott be. Augusztus 17-én visszahívta a Sunderland, de szeptember 13-án visszatért a Burtonhöz. 12 mérkőzés után ismét visszahívta magához anyaegyesülete. 2013. november 23-án és 2014. január 18-án is leülhetett a cserepadra a Sunderland első csapatában, Vito Mannone cseréjeként, de játéklehetőséget nem kapott.
Felmerültek olyan hírek, hogy Pickford harmadszor is visszatérhet kölcsönben a Burton Albionhoz, de végül február 8-án egy hónapra a Carlisle Unitedhez került. Ugyanazon a napon be is mutatkozott, egy Gillingham ellen 2-1-re elveszített mérkőzésen. Jó teljesítménye miatt a csapat a szezon végéig meghosszabbította kölcsönszerződését. Miután visszatért a Sunderlandhez a 2013-14-es idény végén 2018-ig meghosszabbította szerződését a piros-fehérekkel.
A harmadosztályú Bradford City július 21-én a teljes 2014-15-ös szezonra kölcsönvette. Augusztus 9-én, a Coventry City ellen mutatkozott be. Első gól nélküli mérkőzését a Walsall ellen játszotta. 2015. január 10-én a Rochdale elleni meccs 11. percében piros lapot kapott. A következő mérkőzésen eltiltás miatt nem védhetett. Négy héttel később, február 7-én, a Port Vale ellen ismét kiállították. Pickford a szezon nagy részében a Bradford első számú kapusa volt, mielőtt a Sunderland március 9-én visszahívta volna.
Július 31-én a 2015-16-os évadra kölcsönvette Preston North End. Első mérkőzésén, a Middlesbrough ellen nem kapott gólt. Augusztus 25-én az élvonalbeli Watford ellen védett a Ligakupában. Csapata 1-0-ra megnyerte a mérkőzést. 2015. december 20-án, a Leeds United ellen kérdéses körülmények között kiállították, miután a játékvezető úgy látta, hogy a tizenhatosról kifutva kézzel ért a labdához. A Preston később sikeresen fellebbezett az eltiltás ellen, mivel a videófelvételeken jól látszott, hogy a labda a mellkasát érintette.
December 31-én visszahívta magához a Premier League-ben mindössze a 19. helyen álló Sunderland. Az első csapatban 2016. január 9-én, egy Arsenal ellen 3-1-re elvesztett FA Kupa-meccsen debütált. A bajnokságban január 16-án, a Tottenham Hotspur ellen mutatkozott be, csapata 4-1-es vereséget szenvedett. Tíz nappal később 2020-ig meghosszabbította szerződését a csapatával. A 2016/17-es szezont Vito Mannone cseréjeként kezdte, de az olasz kapus megsérült, így Pickford a harmadik fordulóban, a Southampton ellen védhetett. Az 1-1-es mérkőzésen több jó védést is bemutatott, de a 85. percben az ő hibája után egyenlített Jay Rodriguez.

### Everton
2017. június 15-én 25 000 000 fontért szerződtette az Everton, ezzel pedig Pickford lett a valaha volt harmadik legdrágább igazolás a posztján.

### A válogatottban
Pickford 2009 októberében, Wales ellen mutatkozott be az U16-os angol válogatottban. Az U21-es válogatottba 2015. augusztus 25-én hívták be először. Szeptember 3-án, az U23-as amerikai válogatott ellen debütált. Október 14-én, Kazahsztán ellen egy hosszú indítással gólpasszt adott Nathan Redmondnak. Tagja volt annak a csapatnak, mely 2016-ban megnyerte a touloni tornát.
2016. október 9-én megkapta első behívóját a felnőtt válogatottba, a sérült Tom Heaton helyére, egy Szlovénia elleni vb-selejtezőre, azonban nem kapott játéklehetőséget. A 2018-as labdarúgó világbajnokságon ő védte az összes mérkőzésen Anglia kapuját, a háromoroszlánosok végül a negyedik helyen végeztek.

## Statisztikái

### Klubokban
Legutóbb 2019. január 1-jén lett frissítve.
| Klub                           | Szezon         | League          | League          | League | FA-kupa         | FA-kupa | Ligakupa        | Ligakupa | Egyéb           | Egyéb | Összesen        | Összesen |
| Klub                           | Szezon         | Bajnokság       | Pályára lépések | Gólok  | Pályára lépések | Gólok   | Pályára lépések | Gólok    | Pályára lépések | Gólok | Pályára lépések | Gólok    |
| ------------------------------ | -------------- | --------------- | --------------- | ------ | --------------- | ------- | --------------- | -------- | --------------- | ----- | --------------- | -------- |
| Sunderland                     | 2011–12        | Premier League  | 0               | 0      | 0               | 0       | 0               | 0        | —               | —     | 0               | 0        |
| Sunderland                     | 2012–13        | Premier League  | 0               | 0      | 0               | 0       | 0               | 0        | —               | —     | 0               | 0        |
| Sunderland                     | 2013–14        | Premier League  | 0               | 0      | 0               | 0       | 0               | 0        | —               | —     | 0               | 0        |
| Sunderland                     | 2014–15        | Premier League  | 0               | 0      | —               | —       | —               | —        | —               | —     | 0               | 0        |
| Sunderland                     | 2015–16        | Premier League  | 2               | 0      | 1               | 0       | —               | —        | —               | —     | 3               | 0        |
| Sunderland                     | 2016–17        | Premier League  | 29              | 0      | 0               | 0       | 3               | 0        | —               | —     | 32              | 0        |
| Sunderland                     | Összesen       | Összesen        | 31              | 0      | 1               | 0       | 3               | 0        | —               | —     | 35              | 0        |
| Darlington (kölcsönben)        | 2011–12        | National League | 17              | 0      | —               | —       | —               | —        | —               | —     | 17              | 0        |
| Alfreton Town (Kölcsönben)     | 2012–13        | National League | 12              | 0      | —               | —       | —               | —        | —               | —     | 12              | 0        |
| Burton Albion (kölcsönben)     | 2013–14        | League Two      | 12              | 0      | —               | —       | 1               | 0        | —               | —     | 13              | 0        |
| Carlisle United (kölcsönben)   | 2013–14        | League One      | 18              | 0      | —               | —       | —               | —        | —               | —     | 18              | 0        |
| Bradford City (kölcsönben)     | 2014–15        | League One      | 33              | 0      | —               | —       | —               | —        | 1               | 0     | 34              | 0        |
| Preston North End (kölcsönben) | 2015–16        | Championship    | 24              | 0      | —               | —       | 3               | 0        | —               | —     | 27              | 0        |
| Everton                        | 2017–18        | Premier League  | 38              | 0      | 1               | 0       | 1               | 0        | 6               | 0     | 46              | 0        |
| Everton                        | 2018–19        | Premier League  | 21              | 0      | 0               | 0       | 0               | 0        | —               | —     | 21              | 0        |
| Everton                        | Összesen       | Összesen        | 59              | 0      | 1               | 0       | 1               | 0        | 6               | 0     | 67              | 0        |
| Teljes karrier                 | Teljes karrier | Teljes karrier  | 206             | 0      | 2               | 0       | 8               | 0        | 7               | 0     | 223             | 0        |

1. ↑  Pályára lépések a Football League Trophyban
2. ↑  Pályára lépések az Európa-ligában

### A válogatottban
Legutóbb 2018. november 18-ban lett frissítve
| Nemzeti csapat | Év       | Pályára lépések | Gólok |
| -------------- | -------- | --------------- | ----- |
| Anglia         | 2017     | 1               | 0     |
| Anglia         | 2018     | 14              | 0     |
| Összesen       | Összesen | 15              | 0     |